# (4383) Suruga
(4383) Suruga – planetoida z pasa głównego asteroid okrążająca Słońce w ciągu 3,77 lat w średniej odległości 2,42 j.a. Odkrył ją Yoshiaki Ōshima 1 grudnia 1989 roku w Obserwatorium Gekko. Suruga to stara nazwa centralnej części prefektury Shizuoka, w której znajduje się Obserwatorium Gekko.